# Simer
Simer, ukrajinsky Сімерки, maďarsky Ószemere, je obec v Perečínské městské komunitě, v okresu Užhorod, v Zakarpatské oblasti na západní Ukrajině. V roce 2025 zde žilo 1856 obyvatel.